# باربرا (مسلسل)
باربرا (بالإنجليزية: Barbara) هو مسلسل تلفزيوني بريطاني، بطولة جوين تيلور بدور شخصية العنوان. وتدور أحداث المسلسل حول باربرا التي تعمل في عيادة طبية وأسرتها.

## روابط خارجية
- باربرا على موقع IMDb (الإنجليزية)
- باربرا على موقع قاعدة بيانات الفيلم (الإنجليزية)